# Coupe des clubs champions européens 1974-1975
Navigation
Édition précédente Édition suivante
La Coupe des clubs champions européens 1974-1975 a vu la victoire du Bayern Munich qui s'imposa 2-0 face à Leeds United en finale, disputée le 28 mai 1975 au Parc des Princes à Paris, conservant ainsi son titre acquis en 1974.

## Premier tour
| Équipe 1                 | Résultat     | Équipe 2                    | Aller | Retour |
| ------------------------ | ------------ | --------------------------- | ----- | ------ |
| Leeds United             | 5 - 3        | FC Zurich                   | 4 - 1 | 1 - 2  |
| Celtic FC                | 1 - 3        | Olympiakos                  | 1 - 1 | 0 - 2  |
| FC Universitatea Craiova | 3 - 4        | Åtvidabergs FF              | 2 - 1 | 1 - 3  |
| Valletta FC              | 2 - 4        | HJK Helsinki                | 1 - 0 | 1 - 4  |
| Levski Sofia             | 1 - 7        | Újpest FC                   | 0 - 3 | 1 - 4  |
| AS La Jeunesse d'Esch    | 2 - 5        | Fenerbahçe                  | 2 - 3 | 0 - 2  |
| Viking FK                | 2 - 6        | Ararat Erevan               | 0 - 2 | 2 - 4  |
| Hvidovre IF              | 1 - 2        | Ruch Chorzów                | 0 - 0 | 1 - 2  |
| Slovan Bratislava        | 5 - 5E       | RSC Anderlecht              | 4 - 2 | 1 - 3  |
| Feyenoord Rotterdam      | 11 - 1       | Coleraine FC                | 7 - 0 | 4 - 1  |
| AS Saint-Étienne         | 3 - 1        | Sporting Portugal           | 2 - 0 | 1 - 1  |
| SK VÖEST Linz            | 0 - 5        | FC Barcelone                | 0 - 0 | 0 - 5  |
| Hajduk Split             | 9 - 1        | ÍBK Keflavík                | 7 - 1 | 2 - 0  |
| Cork Celtic FC           | Q. - forfait | Omonia Nicosie              | -     | -      |
| 1. FC Magdebourg         | exempté      |                             | -     | -      |
| Bayern Munich            | exempté      | en tant que tenant du titre | -     | -      |

## Huitièmes de finale
| Équipe 1            | Résultat | Équipe 2          | Aller | Retour  |
| ------------------- | -------- | ----------------- | ----- | ------- |
| Újpest FC           | 1 - 5    | Leeds United      | 1 - 2 | 0 - 3   |
| Bayern Munich       | 5 - 3    | 1. FC Magdebourg  | 3 - 2 | 2 - 1   |
| Hajduk Split        | 5 - 6    | AS Saint-Étienne, | 4 - 1 | 1 - 5ap |
| Feyenoord Rotterdam | 0 - 3    | FC Barcelone      | 0 - 0 | 0 - 3   |
| Cork Celtic FC      | 1 - 7    | Ararat Erevan     | 1 - 2 | 0 - 5   |
| Ruch Chorzów        | 4 - 1    | Fenerbahçe        | 2 - 1 | 2 - 0   |
| HJK Helsinki        | 0 - 4    | Åtvidabergs FF    | 0 - 3 | 0 - 1   |
| RSC Anderlecht      | 5 - 4    | Olympiakos        | 5 - 1 | 0 - 3   |

## Quarts de finale
| Équipe 1      | Résultat | Équipe 2         | Aller | Retour |
| ------------- | -------- | ---------------- | ----- | ------ |
| Bayern Munich | 2 - 1    | Ararat Erevan    | 2 - 0 | 0 - 1  |
| Leeds United  | 4 - 0    | RSC Anderlecht   | 3 - 0 | 1 - 0  |
| Ruch Chorzów  | 3 - 4    | AS Saint-Étienne | 3 - 2 | 0 - 2  |
| FC Barcelone  | 5 - 0    | Åtvidabergs FF   | 2 - 0 | 3 - 0  |

## Demi-finales
| Équipe 1         | Résultat | Équipe 2      | Aller | Retour |
| ---------------- | -------- | ------------- | ----- | ------ |
| AS Saint-Étienne | 0 - 2    | Bayern Munich | 0 - 0 | 0 - 2  |
| Leeds United     | 3 - 2    | FC Barcelone  | 2 - 1 | 1 - 1  |

## Finale
| 28 mai 1975  | Bayern Munich         | 2-0 | Leeds United | Parc des Princes, Paris                            |                                                    |
| 20 h 15 CEST | Roth 71e · Müller 81e |     |              | Spectateurs : 48 374 Arbitrage : Michel Kitabdjian | Spectateurs : 48 374 Arbitrage : Michel Kitabdjian |
| 20 h 15 CEST | Rapport               |     |              | Spectateurs : 48 374 Arbitrage : Michel Kitabdjian | Spectateurs : 48 374 Arbitrage : Michel Kitabdjian |